# Bueil
Bueil es una localidad y comuna francesa situada en la región de Alta Normandía, departamento de Eure, en el distrito de Évreux y cantón de Pacy-sur-Eure. La industria tradicional es la agricultura.

## Demografía
| 444 | 455 | 526 | 1003 | 1331 | 1393 |
| Para los censos de 1962 a 1999 la población legal corresponde a la población sin duplicidades (Fuente: INSEE [Consultar]) |     |     |      |      |      |

## Lugares y monumentos
- Iglesia de Saint-Martin, fundada en 1071 por Roger d'Ivry, copero de Guillermo el Conquistador y fundador de la abadía benedictina de Ivry, de la que dependía. Fue edificada a finales del siglo XII y modificada parcialmente en el siglo XVI. Custodia una estatua de san Esteban del siglo XV. Sus vidrieras son modernas, de 1959.[4]